# Маракалагоніс
Маракалагоніс, Маракалаґоніс (італ. Maracalagonis, сард. Maracalagonis) — муніципалітет в Італії, у регіоні Сардинія,  провінція Кальярі.
Маракалагоніс розташований на відстані близько 400 км на південний захід від Рима, 13 км на північний схід від Кальярі.
Населення — 7885 осіб (2014).
Щорічний фестиваль відбувається 5 липня. Покровитель — святий Степан di Calagonis.

## Демографія
Населення за роками:

Станом на 1 січня 2023 року в муніципалітеті офіційно проживали 182 іноземці з 31 країни, серед них 47 громадян країн Євросоюзу та 9 громадян України.

## Сусідні муніципалітети
- Кастіадас
- Куартуччу
- Куарту-Сант'Елена
- Сіннаі
- Віллазімьюс